# 보르지히베르케역
보르지히베르케역(U-Bahnhof Borsigwerke, 듣기 (도움말·정보))은 베를린 라이니켄도르프구 테겔에 있는 U6의 역이다. 1958년 5월 31일 개업했다. 베를리너 슈트라세(Berliner Straße), 비테슈트라세(Wittestraße), 에겔슈트라세(Egellstraße)가 만나는 곳에 역사가 위치해 있다. 승강장 길이는 110 m, 지하 6.8 m에 설치되어 있다. 역의 이름은 근처에 있는 보르지히에서 따 왔다.

## 역사
제2차 세계 대전 종전 이후 C선의 북부 연장이 진행되었으며, 이 역은 1958년 5월 31일 쿠르트슈마허플라츠-테겔 구간 개통과 함께 영업을 시작했다. 역사는 브루노 그리메크(Bruno Grimmek)가 설계했으며, 알프레드 그레난데르가 도입한 역별 고유색 개념을 적용했다. 승강장 외벽은 노란색 세라믹 타일로 마감되었으며, 중앙 기둥은 흰색 모자이크 타일로 마감되었다. 역명은 승강장 외벽에 별도 지지판 없이 바로 붙어 있다. 에겔슈트라세와 비테슈트라세로 연결되는 남부 출입구 중간층 및 북부 출입구 중간층은 밝은 파란색, 노란색, 밝은 회색, 분홍색 모자이크 타일로 마감되었다. 역 건설 당시에는 북부 출입구 두 곳 중 한 곳을 보르치히 공장과 직접 연결했으며, 해당 출입구는 보르치히 정문과 유사한 벽돌 구조로 건축되었다. 나머지 출입구는 시대상을 반영하여 단순한 격자 출입문과 지상 구조물로 건축되었다. 이와 비슷한 건축 양식은 U9의 슈피헤른슈트라세역부터 레오폴트플라츠역까지 구간, 한자플라츠역에서도 볼 수 있다.
1958년 5월 31일 개통 이후 테겔구 일대가 봉쇄된 서베를린의 새로운 휴양지로 발전하면서 승객이 예상보다 빠르게 증가했다. 보르지히베르케역은 근처에 입주한 보르지히 등 기업의 노동자로 승객이 구성되었다.
1980년대에 보르지히가 공장을 철거하면서 과거에 공장과 연결되었던 출입구도 철거되었다. 그 후 공장으로 연결되었던 출입구 자리에는 유리와 금속으로 구성된 출입구가 새로 설치되었다. 1998년부터 1999년까지의 보수 공사 당시 점자 블록을 설치했으며, 떨어져 나간 모자이크 일부가 새로 부착되었다. 역 내에 설치된 벤치는 당시의 모습을 유지하고 있다.
상대적으로 적인 이용객 수 때문에 엘리베이터 설치가 지연되었다. 2020년까지 엘리베이터가 완공될 예정이었다. 2022년 11월 6일부터 쿠르트슈마허플라츠-테겔 구간 보수 공사로 영업을 중단하면서, 2023년 2월부터 역 개보수공사와 엘리베이터 설치가 진행될 예정이다.

## 인접 철도역
| 베를린 지하철 6호선 | 베를린 지하철 6호선 | 베를린 지하철 6호선                       |
| ------------------- | ------------------- | ----------------------------------------- |
| 알트테겔 방면       | U6                  | 홀츠하우저 슈트라세 알트마리엔도르프 방면 |